# Saracinesco
Saracinesco település Olaszországban, Lazio régióban, Róma megyében. Lakosainak száma 162 fő (2023. január 1.). Saracinesco Anticoli Corrado, Cerreto Laziale, Mandela, Sambuci, Vicovaro és Rocca Canterano községekkel határos.

## Népesség
A település lakossága az elmúlt években az alábbi módon változott:
| Lakosok száma | 182  | 175  | 162  |
|               | 2017 | 2018 | 2023 |